# Potencjał wody
Potencjał wody, potencjał wodny, Ψw – molarna entalpia swobodna cząsteczek wody w układzie. Pojęcie stosowane w fizjologii roślin dla wyrażenia zdolności komórki do pochłaniania wody na zasadzie osmozy. Wartość wyraża się w {\displaystyle \mathrm {\frac {J}{m^{3}}} } lub Pa.
Dla czystej wody pod ciśnieniem 0,1 MPa oraz komórkach w pełni nasyconych wodą (turgor) jest równy zero, co jest maksymalną wartością dla tej wielkości pod normalnym ciśnieniem. Podniesienie ciśnienia podwyższa potencjał, a obecność substancji rozpuszczonych obniża go. Woda przepływa z roztworu o wyższym potencjale do roztworu o niższym potencjale, tak więc ruch wody zgodnie z malejącym potencjałem wody odbywa się od roztworu glebowego poprzez korzenie (z miękiszu do ksylemu dzięki dośrodkowemu aktywnemu transportowi jonów, co powoduje parcie korzeniowe), łodygę i liście do atmosfery. Największa różnica potencjałów występuje między liściem a atmosferą.

## Związki z innymi wielkościami
Wyraża się wzorem:
{\displaystyle \Psi ={\frac {\mu -\mu _{0}}{V}},}
gdzie:
{\displaystyle \mu } – potencjał chemiczny wody w roztworze,
{\displaystyle \mu _{0}} – potencjał chemiczny czystej wody,
{\displaystyle V} – molowa objętość wody.
Składają się nań:
- potencjał osmotyczny Ψs,
- potencjał ciśnieniowy Ψp,
- potencjał matrycowy Ψm.

Ma przeciwny znak do siły ssącej komórki. Jest różnicą ciśnienia hydrostatycznego i ciśnienia osmotycznego. Zależy od ciśnienia osmotycznego, turgorowego i siły napięcia powierzchniowego.